# لاگ‌می‌این
لاگ‌می‌این (انگلیسی: LogMeIn) شرکت نرم‌افزار آمریکایی است، که در سال ۲۰۰۳ تأسیس شد.